# لويد ستيفنسون
لويد ستيفنسون (بالإنجليزية: Lloyd Stephenson)‏ هو لاعب هوكي الحقل نيوزيلندي، ولد في 10 مايو 1981.